# Gogapur
Gogapur là một thị trấn thống kê (census town) của quận Ujjain thuộc bang Madhya Pradesh, Ấn Độ.

## Địa lý
Gogapur có vị trí 23°33′B 75°31′Đ / 23,55°B 75,52°Đ Nó có độ cao trung bình là 486 mét (1594 feet).

## Nhân khẩu
Theo điều tra dân số năm 2001 của Ấn Độ, Gogapur có dân số 6371 người. Phái nam chiếm 51% tổng số dân và phái nữ chiếm 49%. Gogapur có tỷ lệ 65% biết đọc biết viết, cao hơn tỷ lệ trung bình toàn quốc là 59,5%: tỷ lệ cho phái nam là 76%, và tỷ lệ cho phái nữ là 54%. Tại Gogapur, 16% dân số nhỏ hơn 6 tuổi.